# Dieta molt baixa en calories
Una dieta molt baixa en calories (DMBC, a vegades anomenada VLCD per l'anglès very-low-calorie diet) és un tipus de dieta amb molt o extremadament baix consum diari d'energia en l'alimentació. Les DMBC es defineixen com una dieta de 800 kilocalories (3.300 kJ) per dia o menys. Les DMBC modernes supervisades mèdicament s'utilitzen com a substituts totals dels àpats, amb formulacions regulades a Europa i Canadà que contenen les necessitats diàries recomanades de vitamines, minerals i oligoelements, àcids grassos, proteïnes i electròlits equilibrats. Els hidrats de carboni poden estar totalment absents o substituir una part de la proteïna; aquesta elecció té efectes metabòlics importants. Les DMBC supervisades mèdicament tenen aplicacions terapèutiques específiques per a la pèrdua de pes ràpida, com en l'obesitat mòrbida o abans d'una cirurgia bariàtrica, utilitzant àpats líquids formulats i nutricionalment complets que contenen 800 kilocalories o menys al dia durant un màxim de 12 setmanes.
Les DMBC no controlades amb nutrients insuficients o desequilibrades poden causar la mort sobtada per aturada cardíaca, ja sigui per inanició o durant la realimentació.